# 斉藤美菜子
斉藤 美菜子（さいとう みなこ、4月3日 - ）は、日本の女性声優。大阪府出身。81プロデュース所属。

## 人物
声優になる前は、眼科専門病院の秘書だった。
趣味・特技は、絵画、華道。

## 出演
太字はメインキャラクター。

### テレビアニメ
2012年
- ヨルムンガンド（看護師）

2014年
- いなり、こんこん、恋いろは。（墨染の母、大久保）
- ハナヤマタ（おばさま）
- プリパラ（通行人）

2015年
- トリアージX（女子生徒）
- 櫻子さんの足下には死体が埋まっている（アナウンス、女性アナウンサー）

### Webアニメ
- 斉木楠雄のΨ難（2013年、女子高生[3]、園児[3]）
- ロボットガールズZ（2015年、ズー）

### ゲーム
- ロボットガールズZ ONLINE（2014年、カザウルス ズー、スカイラー 他）
- 戦国アスカZERO（2015年、結城秀康[7]、九鬼澄隆[8]他）
- 天空のクラフトフリート（2015年、すずね、アーシャ 他）

### 吹き替え

#### ドラマ
- NCIS:LA 〜極秘潜入捜査班（受付女性[2][3]）

#### アニメ
- きかんしゃトーマス（ミリー[2]、女の子、乗客、駅アナウンス、貨車）
- きかんしゃトーマス キング・オブ・ザ・レイルウェイ トーマスと失われた王冠（ミリー）

### テレビ番組
- すすめ!キッチン戦隊クックルン（2013年、怪人[2][3] 他）
- ニャンちゅうワールド放送局（2014年 - 、ピコたん[2]）